# Кистен (Немачка)
Кистен (њем. Küsten) општина је у њемачкој савезној држави Доња Саксонија. Једно је од 27 општинских средишта округа Лихов-Даненберг. Према процјени из 2010. у општини је живјело 1.407 становника. Посједује регионалну шифру (AGS) 3354013.

## Географски и демографски подаци
Кистен се налази у савезној држави Доња Саксонија у округу Лихов-Даненберг. Општина се налази на надморској висини од 22 метра. Површина општине износи 41,3 km². У самом мјесту је, према процјени из 2010. године, живјело 1.407 становника. Просјечна густина становништва износи 34 становника/km².